# ویجینتی مالا
ویجینتی مالا (انگلیسی: Vyjayanthimala؛ زادهٔ ۱۳ اوت ۱۹۳۶) یک هنرپیشه، سیاست‌مدار، خواننده، و طراح رقص اهل هند است. وی بین سال‌های ۱۹۴۹ تا ۱۹۶۸ میلادی فعالیت می‌کرد.
او اولین فیلم خود را در سال ۱۹۴۹ و در سن ۱۳ سالگی بازی کرد. از فیلم‌ها یا برنامه‌های تلویزیونی که وی در آن نقش داشته‌است می‌توان به سنگام اشاره کرد.

## فیلم‌شناسی
فهرست برخی از فیلم‌هایی که ویجینتی مالا در آن‌ها به ایفای نقش پرداخته‌است:
- سنگام
- شاهزاده
- زندگی
- پیغام
- دزد جواهر
- دوداس
- آمپرالی
- مادهوماتی
- آمپرالی
- عصر جدید
- نگاه
- عشق، فقط عشق
- گنگا و جمنا
- مراقبه
- رهبر
- پرنده شکاری
- امید
- نور جاویدان
- یک تعامل مختصر

## جوایز
وی همچنین برنده جوایزی همچون جوایز فیلم‌فیر شده‌است.